# Nadhmi Auchi
 (novembre 2024).
Nadhmi Shakir Auchi (en arabe : نظمي شاكر أوجي), né le 11 juin 1937 à Bagdad (Irak) est un homme d'affaires et milliardaire britannique, président-fondateur de l'Anglo–Arab Organisation et de la General Mediterranean Holding.
Il réside en Irak jusqu'en 1979, puis au Luxembourg jusqu'en 1981. Installé à Londres depuis 1981, Nadhmi Auchi est naturalisé citoyen britannique la même année. Il compte parmi les sept premières fortunes du Royaume-Uni, avec Roman Abramovitch. Il a pour bras droit l'homme d'affaires irakien Nasir Abid. En 2011, sa fortune nette est estimée à 1,8 milliard $, le plaçant alors à la 692e place des hommes les plus riches du monde.

## Biographie

### Irak et Moyen-Orient
À 22 ans, Nadhmi Auchi participe, le 7 octobre 1959, avec Saddam Hussein et quelques autres, à une tentative d'assassiner Abdel Karim Kassem, premier ministre de l'Irak. Après la prise de pouvoir de Hussein, bien qu'installé dans le pays jusqu'àen 1979, Auchi s'est toujours dépeint comme un réfugié politique, arguant que deux de ses frères ont été tués par le régime baasiste irakien. Il se serait toutefois considérablement enrichi par son accès privilégié au cercle des dirigeants irakiens.
Intermédiaire qui fait fortune dans les ventes d'armes à destination du Moyen-Orient et les contrats pétroliers, il est l'un des canaux obligés pour les ventes d'armes à l'Irak de la guerre Iran-Irak.

### Installation au Luxembourg
Une grande partie des sociétés de Nadhmi Auchi est basée au Luxembourg, qui lui offre un important réseau relationnel en particulier dans le monde politique, en particulier Jacques Santer (premier ministre du Luxembourg puis président de la Commission européenne) et Jacques Poos (Vice-Premier ministre du Luxembourg), qui travaillèrent pour ses sociétés. Auchi s'installe dans le pays en 1981 ; son bras droit Nasir Abid est naturalisé Luxembourgeois depuis les années 1980.
Pionnier des paradis fiscaux, Nadhmi Auchi a installé ses sociétés au Panama ou au Luxembourg. La Banque continentale du Luxembourg est contrôlée conjointement par Nadhmi Auchi et Paribas jusqu'en 1994, et compte parmi ses clients plusieurs dirigeants africains : Bokassa, Houphouët-Boigny, Kadhafi, Mobutu et Jean-Pierre Bemba, ainsi que Saddam Hussein.

### Affaires politico-financières
Les affaires de Nadhmi Auchi l'ont souvent fait citer dans des affaires politico-financières diverses.

#### Opération mains propres
Le 28 décembre 1980, deux contrats furent conclus pour la vente de plusieurs frégates italiennes des chantiers Cantieri Navali Riuniti à l'Irak. Une commission d'enquête parlementaire italienne met au jour des commissions occultes versées par une société panaméenne de Nadhmi Auchi, Dowal Corporation. Le magazine britannique The Observer retrouve ensuite une lettre de Auchi aux chantiers Cantieri Navali Riuniti demandant le paiement de 17 millions de dollars US dans un compte bancaire luxembourgeois.
En 1987, Saddam Hussein ordonne la construction d'un pipe-line géant entre l'Irak et l'Arabie saoudite pour sécuriser l'exportation du pétrole irakien après la destruction du port pétrolier d'Umm Qasr pendant la guerre Iran-Irak. Une coentreprise franco-italienne utilise le duo Nadhmi Auchi-Pierfrancesco Pacini Battaglia pour "sécuriser" le contrat. Selon Battaglia, la commission d'Auchi pour ce contrat atteint onze millions de livres sterling versés dans des paradis bancaires comme Guernesey et le Liechtenstein au bénéfice d'une autre société panaméenne de Auchi, Barsy Services. Des commissions occultes ont été ainsi acheminées jusqu'à des dignitaires irakiens du parti Baas. Battaglia a également déclaré aux enquêteurs italiens de l'opération Mains propres que M. Auchi était l'un des intermédiaires les plus importants vers les pays du Moyen-Orient.
En mai 2003, Nadhmi Auchi aurait figuré sur la liste des personnalités pressenties pour jouer un rôle politique important en Irak.

#### Elf
Avec l'accord de la Présidence française et sur les conseils d'Étienne Leandri, c'est Auchi qui servit en 1990 d'intermédiaire à Elf pour le rachat du réseau espagnol de distribution Ertoil, une filiale du holding koweïtien KIO ; transaction qui a donné lieu à une commission de 300 millions de francs. Il a été condamné pour ses commissions illicites.
Dans son livre paru en octobre 2001, Affaire Elf, affaire d'État , Loïk Le Floch-Prigent évoque  "des liens à éclaircir" entre Nadhmi Auchi et le RPR, évoquant notamment un homme d'affaires français, Patrick Maugein. "Si la justice voulait vraiment enquêter sur les fonds qu'aurait distribués Auchi, elle tomberait peut-être sur le RPR que présidait Jacques Chirac", écrit-il sans préciser davantage.
En 2001, The Observer déclare qu'Auchi, par l'intermédiaire de ses sociétés, fait de nombreux dons destinés à des partis ou personnalités politiques, sans que ces dons ne soient déclarés en retour par un parti ou une personnalité quelconque ; Auchi ne souhaita pas non plus éclaircir ce point. The Observer pointe également le fait que de nombreux hommes politiques européens ont été recrutés pour siéger dans les directions et les conseils d'Administration de ses sociétés, notamment, en ce qui concerne le Royaume-Uni, Lord David Steel (ancien leader du parti libéral), Lord Norman Lamont (ancien Chancelier de l'Échiquier) et Keith Vaz (ministre d'État chargé de l'Europe). L'opposition libérale et conservatrice pointe alors du doigt l'absence de coopération du Bureau de l'Intérieur avec les autorités françaises concernant l'affaire ; des liens privilégiés d'Auchi avec Tony Blair et le parti travailliste sont également évoqués.
Auchi déclare alors refuser de se rendre en France pour se présenter à la justice répondre des accusations pesant sur lui, estimant qu'avec le système judiciaire français, il serait mis en prison alors qu'il n'avait rien fait de mal. En 2003, il est arrêté à Londres en vertu d'un mandat d'arrêt français sur cette affaire. Plusieurs parlementaires britanniques demandent en avril à Tony Blair d'éclaircir ses relations avec le milliardaire. En mai, ce sont des transactions douteuses, faites par Auchi au Luxembourg auprès d'une société écran irlandaise, que The Observer rapporte.

#### GMF
En 2006, Auchi participe à aider au sauvetage de la GMF, compromise dans des affaires à l'île de Saint-Martin.

#### Clearstream 2
Toujours en 2006, le journaliste français Airy Routier affirme dans son ouvrage Le Complot des paranos que le diplomate Jean-Louis Gergorin serait allé rencontrer Nadhmi Auchi à Londres quelques jours avant sa garde à vue et sa mise en examen.
Selon les propos d'Airy Routier en 2006, Nadhmi Auchi serait membre ou correspondant des services secrets britanniques.

## Sociétés et participations
- General Mediterranean Holding (La GenMed)
- La Banque continentale du Luxembourg (BCL - Conti)
- Cipaf
- Dowal Corporation (société panaméenne)
- Italgrade
- Atlantic Real Estate SA Luxembourg
- Barsy Services (société panaméenne)

### Participations
- Paribas puis BNP Paribas après la fusion avec la BNP

Au début des années 1990, Auchi est le premier actionnaire de Paribas avec 12 % des parts. En 2000, il joue un rôle central dans la fusion BNP-Paribas, tenant Paribas à l'abri d'un raider intempestif. Il serait encore un important actionnaire de BNP Paribas, par ailleurs au cœur du programme Pétrole contre nourriture souscrit entre l'Irak de Saddam Hussein et l'ONU. Ses parts BNP Paribas sont détenues à travers sa holding de General Mediterranean Holding ou GenMed.
Selon son avocat londonien David Corker, General Mediterranean Holding a depuis 2001 réduit ses parts de BNP Paribas de 0,8 % à 0.4 % de l'actionnariat total de la banque, ce qui en fait toujours l'un des principaux actionnaires.

## Distinctions
- Chevalier de l'ordre de Saint-Sylvestre